# Sonen
Sonen är namnet på den andra personen i Treenigheten eller Gudomen i kristen tro.
Kristendomen tror på en enda Gud (5 Mos 6:4). Men man tror att det inom denne ende Gud finns tre Gudomliga personer: Fadern, Sonen och den Helige Ande.
Fadern är alltings ursprung och källa och har funnits i all evighet. Sonen är "av samma väsen som Fadern" och "född av Fadern före all tid" (Nicaenska trosbekännelsen). Det finns alltså ingen tid, då Sonen inte funnits. Sonen blev vid vår tideräknings början människan Jesus Kristus.

### Fotnoter
1. ↑  ”Katekesen - trons artiklar”. Svenska kyrkan. http://www.svenskakyrkan.se/krokom/katekesen---trons-artiklar. Läst 25 februari 2015.